# عيد ميلاد (أغنية لكاتي بيري)

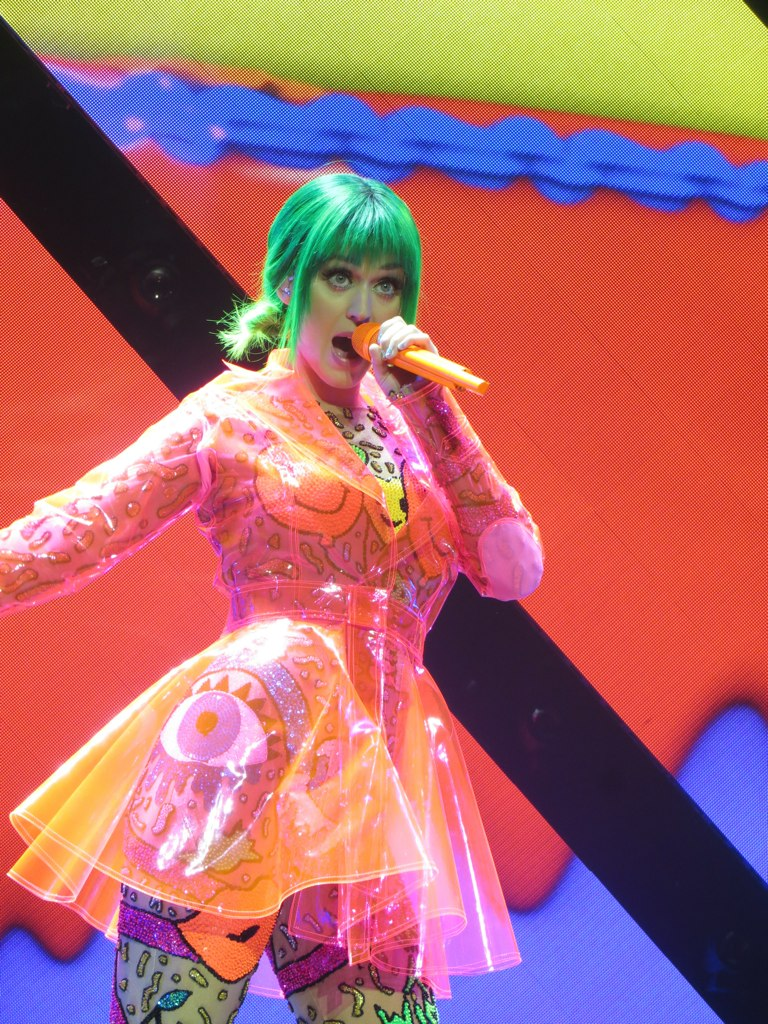
كاتي بيري اثناء ادائها أغنية "عيد ميلاد"

«عيد ميلاد» هي أغنية سجلتها المغنية الأمريكية كاتي بيري لألبومها الاستوديو الرابع، Prism (2013). شاركت في كتابة الأغنية مع بوني ماكي ومنتجيها الدكتور لوك، وماكس مارتن، وسيركوت. النقاد، وكذلك بيري نفسها، قارنوا المقطع الموسيقي بموسيقى الأمير وماريا كاري. من خلال إدخال مزدوج في كلمات «عيد ميلاد»، تقوم بيري بعمل إشارات جنسية في أثناء الاحتفال بعيد ميلاد الشريك. أرسلت تسجيلات كابيتول المقطع الموسيقي إلى الراديو السائد والإيقاعي في 21 أبريل 2014 بوصفها أغنية منفردة للألبوم.
وعقب صدور المنشور، دخلت أغنية الرسوم البيانية واحدة من كوريا الجنوبية وفرنسا. بعد إصدارها كأغنية رسمية، وصلت إلى المركز الأول على مخطط أغاني Billboard Dance Club الأمريكي ومخطط البث التلفزيوني الإسرائيلي، المرتبة الثانية في فلاندرز (بلجيكا) وألونيا (بلجيكا)، رقم ثلاثة في جنوب إفريقيا، رقم سبعة في كندا، رقم 10 في كوريا الجنوبية، ورقم 17 على مخطط Billboard Hot 100 الأمريكي، والأربعين الأوائل في تسع دول إضافية.
صدر فيديو للأغنية في 24 أبريل 2014. سُجل أساسًا بكاميرات خفية، وهو يتنكر في شكل خمس شخصيات مختلفة في حفلات أعياد الميلاد والاحتفالات الأخرى. تم تصميم وإنشاء تنكر تأثيرات المكياج لـ Perry بواسطة Tony Gardner. جيس غلين غطى الأغنية على راديو بي بي سي 1 الصورة ايف لونج، وهالسي على قناة SiriusXM .

## الإنتاج والإصدار
تم أداء «عيد الميلاد» كأول ظهور في جولة Prismatic World Tour، الجولة الموسيقية الثالثة لبيري. تم بث أداء الأغنية في تاريخ نيوكاسل أبون تاين على الهواء مباشرة خلال حفل توزيع جوائز بيلبورد للموسيقى لعام 2014 .
«عيد ميلاد» كتبه بيري، بوني ماكي، سيركوت، الدكتور لوقا، وماكس مارتن. أنتج الثلاثة الأخيرون الأغنية وساهموا في الآلات وبرمجوا آلاتهم الخاصة. عُزفت الطبول بواسطة ستيفن وولف، وعزفت الأبواق فرقة ساترداي نايت لايف، من تنظيم ليني بيكيت وصممها ديف أودونيل. قام بهندسة الصوت بيتر كارلسون وكلينت جيبس وسام هولاند ومايكل إيلبرت. تم خلط المقطع الموسيقي أخيرًا بواسطة Serban Ghenea في استوديوهات MixStar في فيرجينيا بيتش، فيرجينيا برفقة مهندس الخلط جون هانس. سُجلت الأغنية نفسها في استديوهات مختلفة، متضمنةً Luke's in the Boo في ماليبو، كاليفورنيا، استوديوهات كونواي للتسجيل في هوليوود، كاليفورنيا، استوديو تسجيل التشغيل في سانتا باربرا، كاليفورنيا، استوديوهات MXM في ستوكهولم، السويد واستوديوهات الحديقة السرية في مونتيسيتو، كاليفورنيا .
سُربت الأغنية عبر الإنترنت في 16 أكتوبر 2013، قبل يومين من الإصدار الرسمي لـ Prism في 3 أبريل 2014، أعلنت المغنية على حسابها على تويتر أن أغنية «عيد ميلاد» ستصدر أغنيةً فردية رابعة في الألبوم، ونشرت غلافه أيضًا. يعتمد الفن على صورة التقطت خلال حفلة عيد ميلاد نحو 1990، حيث تبتسم بيري وشقيقتها أنجيلا هدسون تجاه الكاميرا، كانت بالونات الحروف «المنتفخة» «فوتوشوب» على الغلاف لتوضيح اسم بيري. يظهر عنوان الأغنية على شكل شموع فوق كعكة زهرية. للترويج للأغنية المنفردة، حُمل فيديو غنائي لـ «عيد ميلاد» على Perry's Vevo في 10 أبريل 2014. يصور مجموعة متنوعة من الكعك والحلويات –من بين حلويات أخرى– مزينة بكلمات الأغنية وتختتم بإضاءة بيري.

## الفيديوالموسيقي

### التطوير والتصوير
الفيديو الموسيقي الرسمي لأغنية «عيد ميلاد» أخرجه مارك كلاسفيلد وداني لوكوود. عمل داون روز منتجًا، بينما عملت نيكول أكاشيو منتجًا تنفيذيًا، وعمل ريتشارد ألاركون محررًا، وتوني غاردنر فنانًا للمكياج، وجوزيف روبينز مديرًا للتصوير. في الفيديو، الذي صُوّر في أبريل 2014، تؤدي بيري شخصيات خمسة فنانين ترفيهيين، ظهروا في خمسة حفلات. يشبه هذا المسلسل التلفزيوني للأطفال البريطانيين Gigglebiz الذي يتألف من نفس تنسيق الممثلين مثل ما فعله جاستن فليتشر بشخصيات في العرض. كانوا يتألفون من هزلي- مثل امرأة مسنة تدعى غولدي، وهي سيدة احتفالات يهودية تدعى يوسف شولم، ومهرج يدعى كريس، ومدربة حيوانات تدعى آيس، ورسامة وجه تدعى الأميرة ماندي. من أجل التحول جسديًا إلى كل شخصية، أمضت بيري ما يصل إلى سبع ساعات في الحصول على مكياج اصطناعي بواسطة توني جاردنر.
كانت الحفلات التي حضرتها بيري حقيقية، ولم يكن المشاركون فيها على علم بوجود بيري، يعتقد المنظمون أنهم قد سجلوا للمشاركة في برنامج واقعي يسمى «انفجار عيد ميلاد» وبالمثل، فإن غالبية الأحداث التي وقعت في أثناء العرض المرئي نُظمت دون علم منظمي الاحتفالات والضيوف. مثلًا، تسبب حادث السيارة الذي حدث في الفيديو في إصابة العديد من الأطفال الذين لاحظوها بالخوف والبكاء. عدَّت بيري الفيديو «معقدًا جدًا لتصويره» و«الأكثر جنونًا» حتى الآن. صدر إعلان تشويقي للفيديو الذي قدم الشخصيات في 22 أبريل 2014 وكشف عن الفيديو الكامل بعد يومين.
يبدأ الفيديو الموسيقي بمقدمات قصيرة لـ Perry's alter-egos Goldie و Yosef و Kriss و Ace و Mandee. تظهر بيري بعد ذلك وهي تدخل جميع الحفلات بوصفها «خمسة من أسوأ فناني عيد الميلاد في العالم» متنكرين. في عيد ميلاد الرجل التسعين، تخرج غولدي من كعكة عيد ميلاد كبيرة وتؤدي للرجل رقصة كبيرة. في حفلة عيد ميلاد طفل، يحاول Kriss the Clown إنشاء حيوانات بالون، في حين يقدم Ace the Animal Trainer مجموعة من الأطفال إلى صندوق من الفئران قبل الظهور وكأنهم يأكلون واحدًا، ما يجعل الطفل يبكي. في حفلة طفل آخر، ترسم الأميرة ماندي وجه الفتاة بشكل غير كفء، تبدأ غولدي في المعاناة من مشكلات في الجهاز التنفسي. غولدي تسحب ساق رجل اصطناعية وتشرع في العزف على الجيتار الهوائي، ويصطدم كريس بطاولة قبل أن يشرب الكحول خلف شجرة.